# Épinonville
Épinonville ist eine französische Gemeinde mit 69 Einwohnern (Stand: 1. Januar 2022) im Département Meuse in der Region Grand Est (vor 2016: Lothringen). Die Gemeinde gehört zum Arrondissement Verdun, zum Kanton Clermont-en-Argonne und zum Gemeindeverband Argonne-Meuse. Die Einwohner werden Épinonvillois genannt.

## Geographie
Épinonville liegt etwa 27 Kilometer nordwestlich von Verdun.
Umgeben wird Épinonville von den Nachbargemeinden Cierges-sous-Montfaucon im Norden, Nantillois im Nordosten, Montfaucon-d’Argonne im Osten, Véry im Süden, Charpentry im Südwesten, Baulny im Südwesten und Westen sowie Exermont im Westen und Nordwesten.

## Bevölkerungsentwicklung
| Jahr                       | 1962 | 1968 | 1975 | 1982 | 1990 | 1999 | 2006 | 2011 | 2019 |
| Einwohner                  | 151  | 136  | 110  | 113  | 100  | 76   | 80   | 72   | 77   |
| Quellen: Cassini und INSEE |      |      |      |      |      |      |      |      |      |

## Sehenswürdigkeiten
- Kirche Saint-Baldéric
- Reste der Kirche Saint-Nicolas, 1974 durch einen Wirbelsturm zerstört
- Kapelle Saint-Nicolas im Ortsteil Ivoiry
- Deutscher Soldatenfriedhof

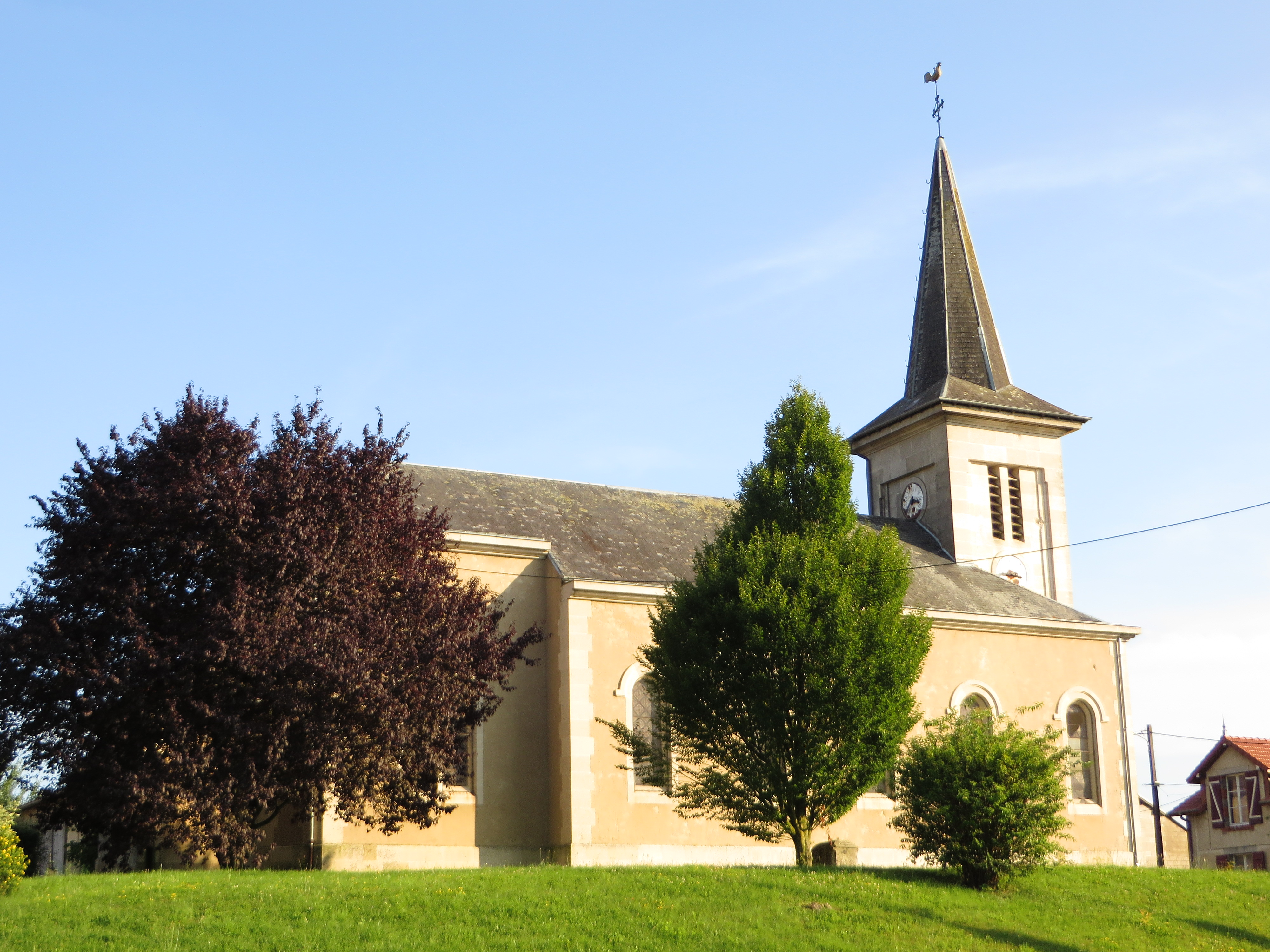
Kirche Saint-Baldéric
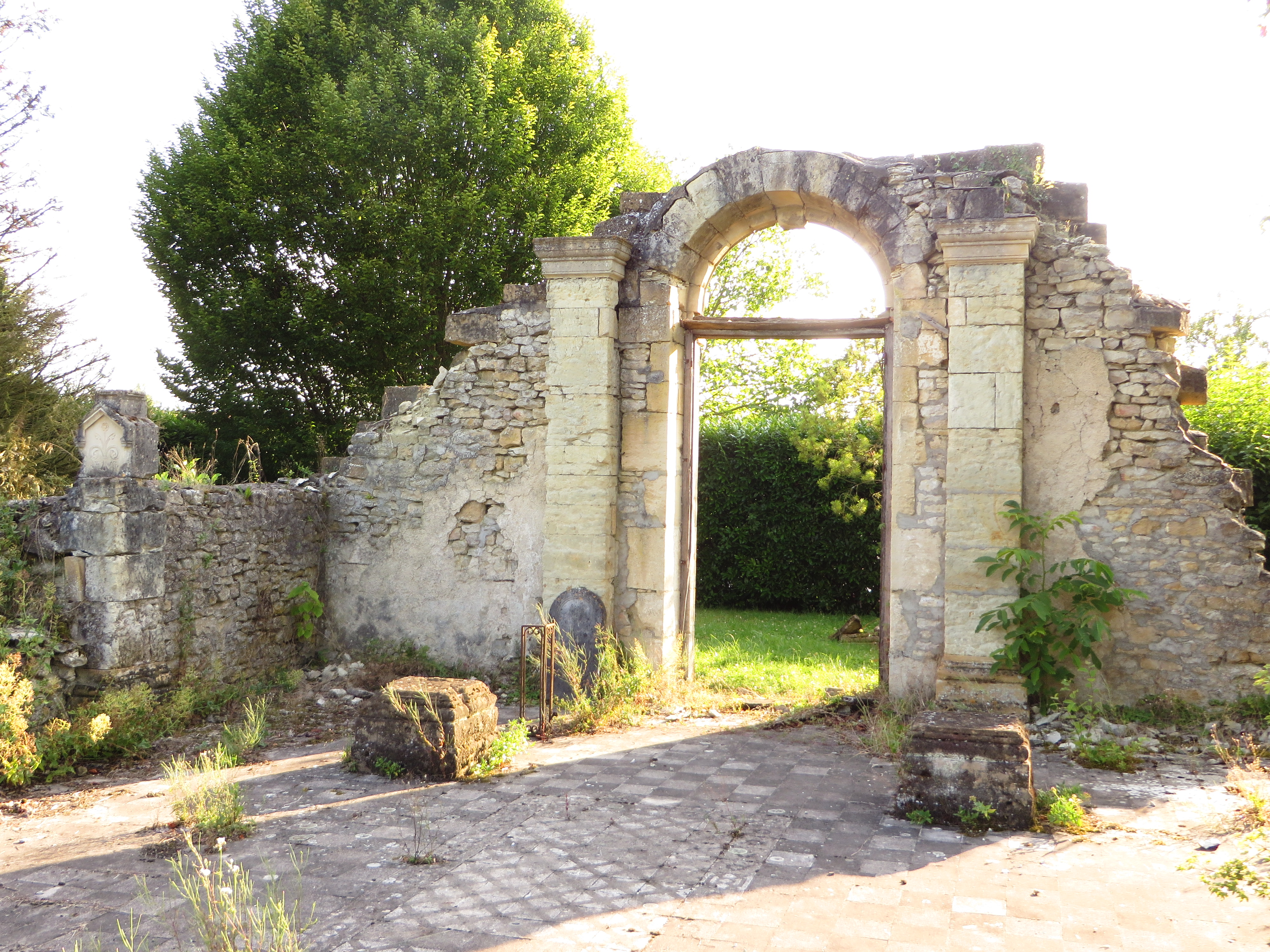
Ruine der Kirche Saint-Nicolas
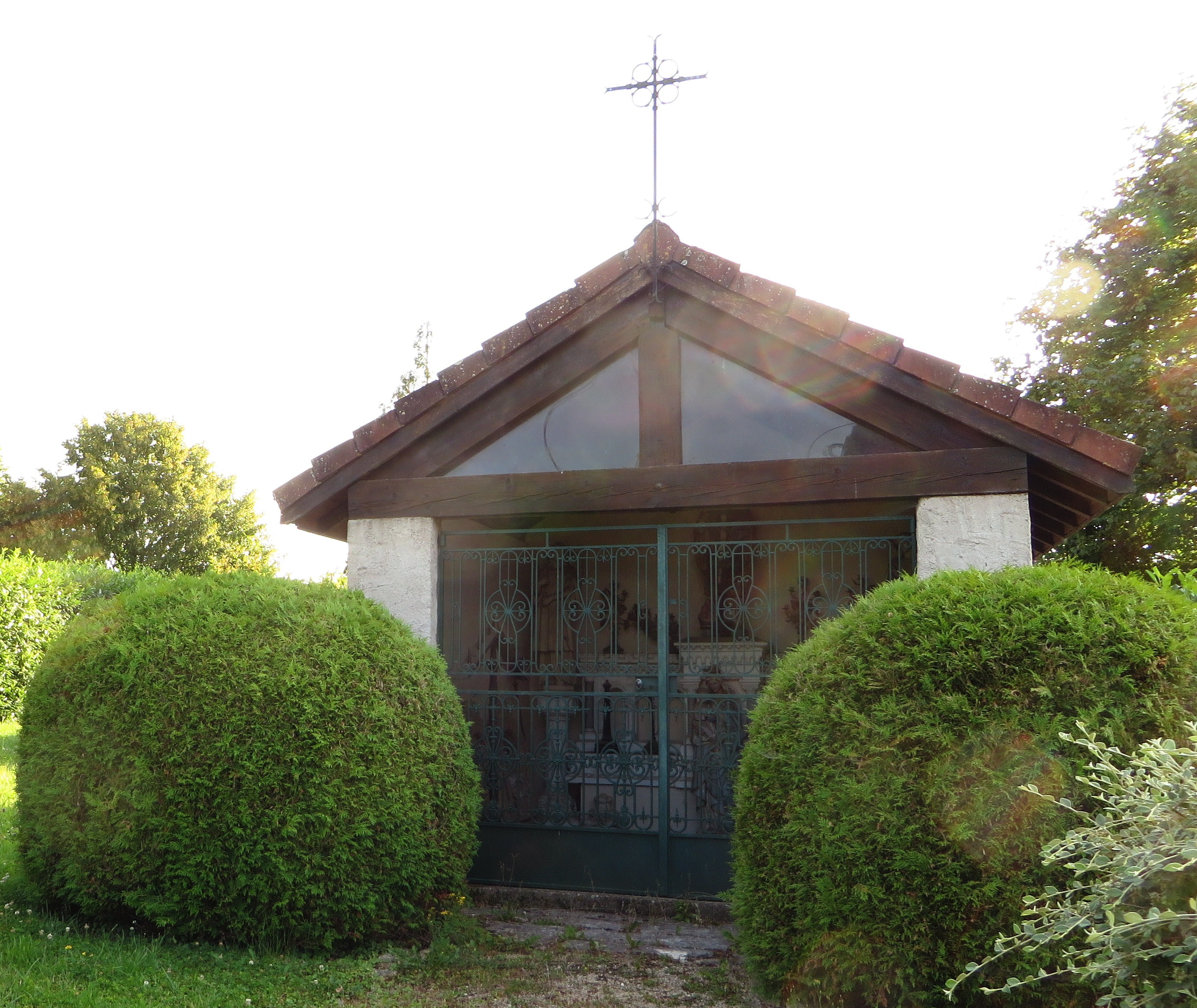
Kapelle Saint-Nicolas
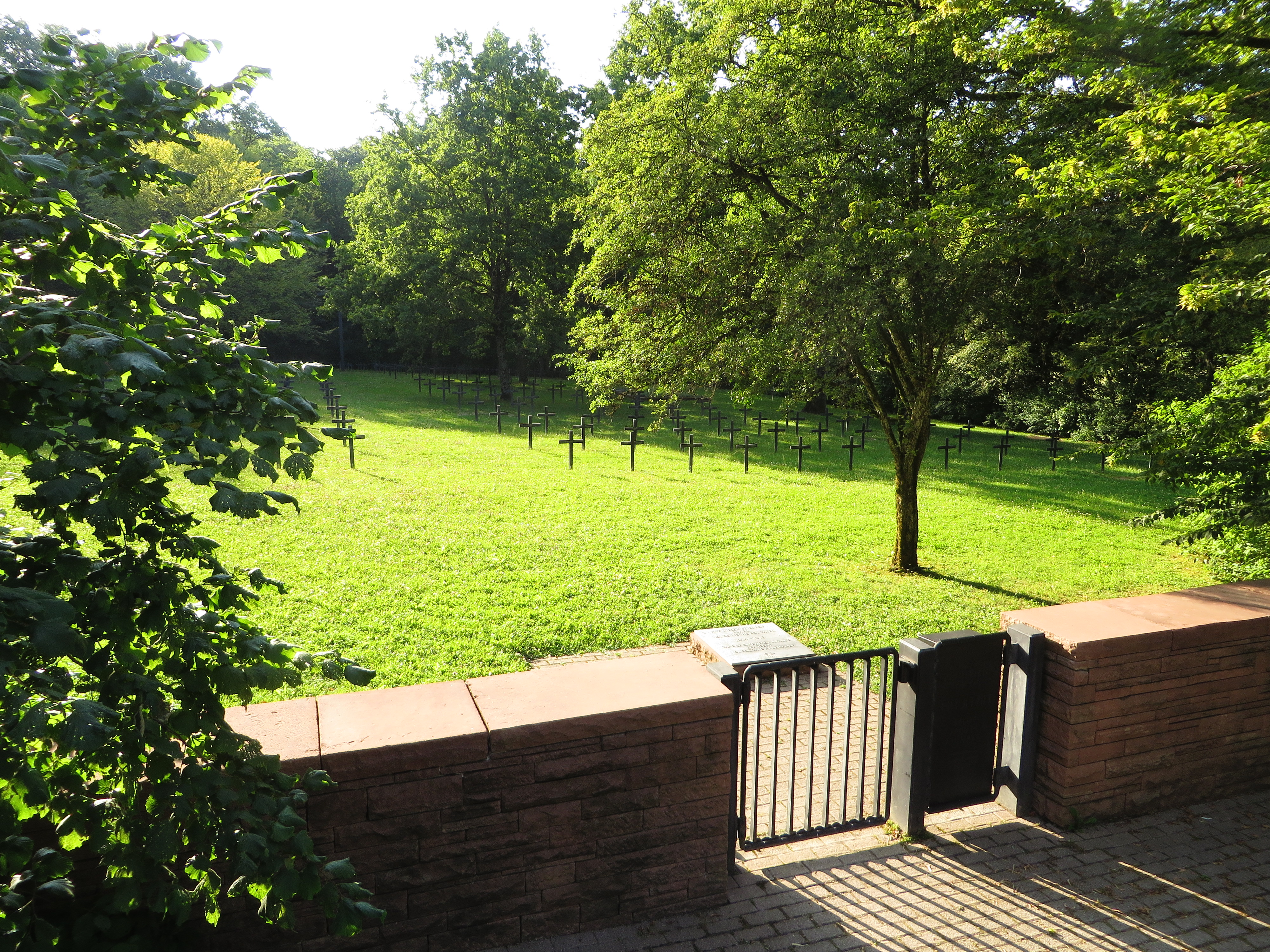
Deutscher Soldatenfriedhof